# Глубчиці-Сади
Глубчиці-Сади (пол. Głubczyce-Sady) — село в Польщі, у гміні Глубчиці Глубчицького повіту Опольського воєводства.
Населення — 476 осіб (2011).

## Демографія
Демографічна структура станом на 31 березня 2011 року:
|          | Загалом | Допрацездатний вік | Працездатний вік | Постпрацездатний вік |
| -------- | ------- | ------------------ | ---------------- | -------------------- |
| Чоловіки | 219     | 31                 | 179              | 9                    |
| Жінки    | 257     | 51                 | 168              | 38                   |
| Разом    | 476     | 82                 | 347              | 47                   |